# Иванага, Минэити
Минэити Иванага (яп. 岩永 峯一; род. 5 сентября 1941, Shigaraki) — японский государственный деятель, министр сельского хозяйства, лесных угодий и рыбного промысла Японии (2005).

## Биография
Родился 5 сентября 1941 года в уезде Кока, префектура Сига, где окончил старшую школу, а затем поступил на юридический факультет Университета Тюо.
В ранние годы своей политической карьеры Иванага был членом городского совета в Сиги, а в 1996 году впервые был избран в Палату представителей, представляя четвёртый округ Сига. Некоторое время спустя он присоединился к фракции Либерально-демократической партии. В первом кабинете Дзюнъитиро Коидзуми он был назначен заместителем министра сельского хозяйства, лесных угодий и рыбного промысла Японии.
11 августа 2005 года, после отставки Ёсинобу Симамуры, Иванага возглавил министерство сельского хозяйства и пробыл на этом посту до 31 октября того же года.